# Gunnar von Sydow
Gunnar von Sydow, född 3 augusti 1911 i Annedals församling, Göteborgs och Bohus län, död 12 juni 1990 i Danderyds församling, Stockholms län, var en svensk statssekreterare och ämbetsman. Han tillhörde släkten von Sydow.

## Biografi
Gunnar von Sydow tillträdde som landshövding i Älvsborgs län 1 juli 1970. Han är gravsatt i minneslunden på Danderyds kyrkogård.